# Juegos Bolivarianos de 1977
Los Juegos Bolivarianos de 1977 se desarrollaron en la Ciudad de La Paz, Bolivia.

## Medallería
| Medallero Juegos Bolivarianos- La Paz, Bolivia |           |     |       |        |       |
| Del 15 al 29 de octubre de 1977                |           |     |       |        |       |
| Pos.                                           | País      | Oro | Plata | Bronce | Total |
| 1                                              | Venezuela | 79  | 71    | 51     | 201   |
| 2                                              | Colombia  | 33  | 36    | 22     | 91    |
| 3                                              | Perú      | 26  | 34    | 39     | 99    |
| 4                                              | Ecuador   | 19  | 17    | 32     | 68    |
| 5                                              | Bolivia   | 15  | 25    | 31     | 71    |
| 6                                              | Panamá    | 10  | 7     | 3      | 20    |

| Predecesor: Ciudad de Panamá 1973 | VIII Juegos Bolivarianos La Paz 1977 | Sucesor: Barquisimeto 1981 |

- Datos: Q4577584